# Confédération Nationale du Travail
La Confédération Nationale du Travail (o in italiano Confederazione nazionale del lavoro) è una confederazione anarcosindacalista francese.

## Storia

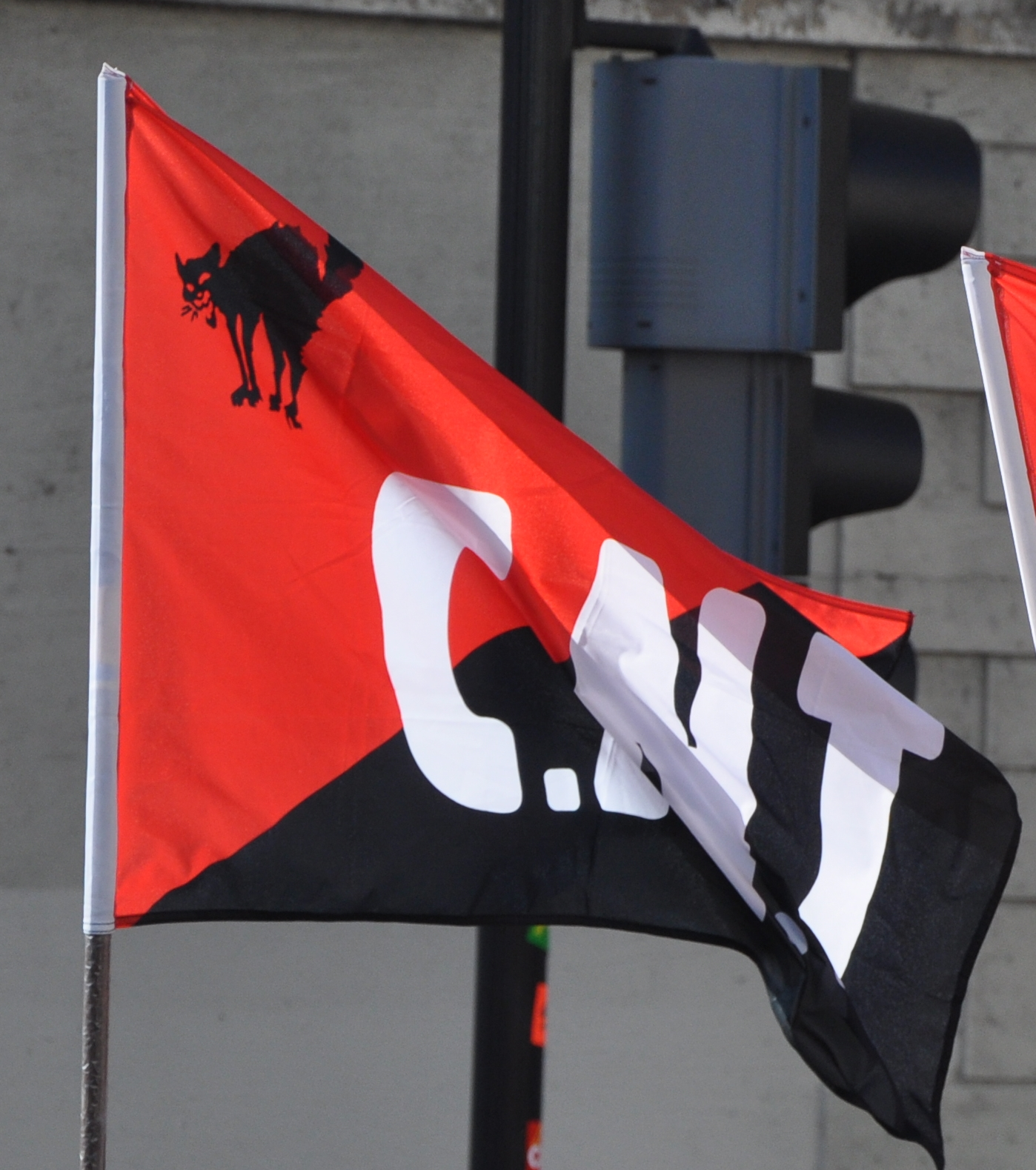
Bandiera della Confédération nationale du travail

Fondata dopo la Seconda Guerra Mondiale, nel 1946, dai membri della Confederación General del Trabajo-Sindicalista Revolucionario (CGT-SR), con la partecipazione di membri della resistenza francese ed anarcosindicalisti spagnoli della Confederación Nacional del Trabajo in esilio a Tolosa, che influirono nel nome della confederazione francese.
Nel 1977, dopo la morte del generale Francisco Franco, la Confederazione francese subì una prima scissione di un gruppo parigino, la CNT 2ème UR detta anche La Tour d'Auvergne (derivato dal nome della strada dove era situata la sede di Parigi), anche se nel 2006 si riunificò con la CNT-AIT originale.
Nel 1993 la Confederación Nacional de Trabajo francese subì una seconda scissione, nella quale un gruppo di Parigi optò per la partecipazione alle elezioni sindacali. Questa decisione portò all'abbandono della maggior parte dei militanti dalla Asociación Internacional de los Trabajadores, formando un nuovo sindacato chiamato CNT-Vignoles (CNT-f).
Attualmente due organizzazioni francesi condividono il nome di CNT in Francia, la CNT-f e la CNT-AIT.

## CNT-f

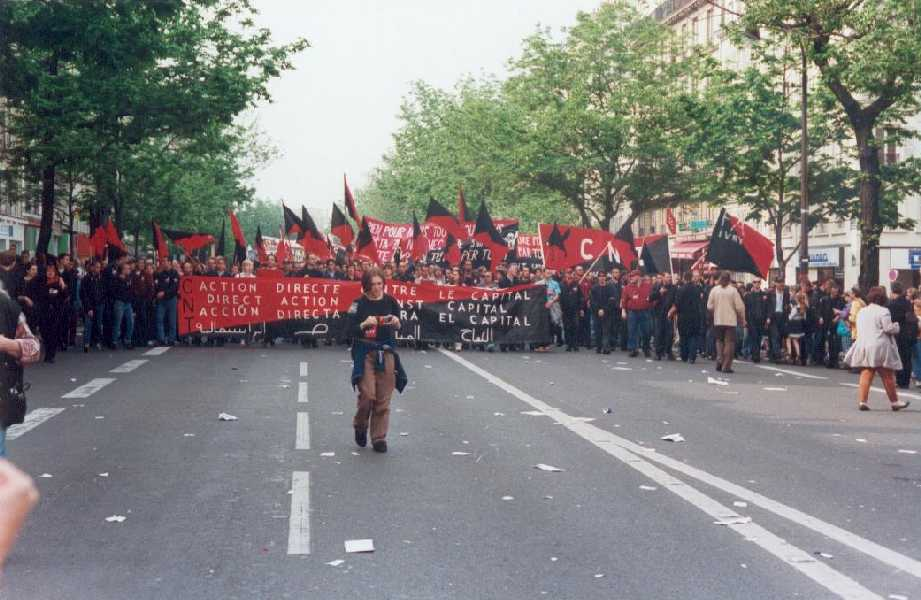
Manifestazione della CNT-F del Primo Maggio a Parigi.

La CNT-f (o CNT-Vignoles) si dichiara sindacalista rivoluzionaria e anarcosindacalista, erede della CGT-ST e dell'anarcosindacalismo della Rivoluzione anarchica spagnola del 1936.

## CNT-AIT
La CNT-AIT è la sezione francese della Asociación Internacional de los Trabajadores (AIT) che si definisce anarcosindacalista, con radici nell'anarchismo operaio della Federación Obrera Regional Argentina e del situazionismo.